# Lauren Socha
Pour les articles homonymes, voir Socha (homonymie).
Lauren Marie Socha (née le 9 juin 1990 à Derby) est une actrice anglaise, surtout connue pour le rôle de la « Midlander » dans la série Misfits de la chaîne E4, et celui qu'elle tient dans The Unloved, où elle joue une adolescente de seize ans en maison de soin. Ses rôles sont nommés pour plusieurs récompenses.

## Biographie
Elle a un frère, Michael Socha acteur également.
Elle tient l'un des rôles principaux du court-métrage Missing au côté de Tim McInnerny en 2010.
En mai 2010, elle est nommée dans la catégorie « meilleure actrice de second rôle » (Best Supporting Actress) aux 60e British Academy Television Awards pour sa prestation dans The Unloved. En mai 2011, elle remporte le prix de la meilleure actrice de second rôle aux 61e British Academy Television Awards pour son interprétation de Kelly Bailey dans Misfits.
Elle participe en 2006 au clip du second single du groupe Arctic Monkeys When the Sun Goes Down, où elle incarne Nina, une prostituée à Sheffield, clip dont est tiré le court métrage Scummy Man.